# Григорий Тарханиот
Григорий Тарханиот (на средногръцки: Γρηγόριος Ταρχανειώτης, на италиански: Gregorio Tracanioto или Tracamoto) е византийски военачалник, катепан на Италия от 998 г. до юли 1006 г. През това време успява да прогони сарацините от областта, прекратява опитите на някои местни първенци да се отцепят от властта на империята и полага грижи за възстановяването на законността и укрепването на отбранителните възможности на катепаната.
Тарханиот е назначен за катепан на Италия през есента на 998 г. на мястото на Йоан Амиропул.
Пристига в Италия през 999 г. Заварва сложна и напрегната обстановка – сарацините плячкосват областта, а възползвайки се от това, някои местни първенци вдигат бунтове срещу ромейската власт, опитвайки се да установят контрол върху земите, принадлежащи на византийските им съседи, като дори търсят подкрепа от сарацините или правят опити за признание от германския император Отон III.
Веднага след пристигането си Тарханиот предприема решителни военни действия. Още същата година войските му превземат крепостта Гравина на югоизток от Бари, където е арестуван местният отцепник Теофилакт. През лятото на 1000 г. Тарханиот предприема настъпление на запад, като на 11 юли същата година арестува друг бунтовник – Смарагдус (Маралдо) от Ория, благодарение на чието коварство през 998 г. сарацините едва не успяват да завладеят Бари. По време на похода Тарханиот завладява множество градове и крепости, между които Трикарико и Пиетрапертоза. От Пиетрапертоза Тарханиот прогонва бунтовника Лука и неговите партизани, които представлявали отделна партия сред постоянните жители на крепостта и преди това успели да опустошат целия район. В един документ на Тарханиот, запазен в по-късен превод, той нарича Лука отстъпник от вярата, който събрал една банда от сарацини наемници, с които
тероризирал околностите на града. През април 1002 г. сарацините се върнали, предвождани от веротстъпника Сафи, вероятно мюсюлманското име на същия Лука, и обсадили Бари по вода и суша. От Константинопол не могли да отделят сили, които да бъдат изпратени на помощ на Тарханиот, и градът останал под обсада през цялото лято. Накрая Тарханиот е спасен от Венеция, чийто дож Пиетро II Орсеоло събрал ескадрон от бойни кораби, с които се притекъл на помощ и през септември същата година успял да пробие блокадата на града. След това ромеите и венецианците съвместно прогонили сарацините.
Междувременно Тарханиот полага грижи за умиротворяването на областта и укрепването на отбранителните сили. За да се справи с бунтовете и за да укрепи отново ромейската власт в завладените райони, Тарханиот раздава привилегии и преразпределя имоти между тези, които са останали верни на империята. Още през 998 г. издава сигилий за игумена Козма от манастира „Света Богородица Покровителка“ в Трикарико, с който потвърждава правото на манастира да владее едно село, основано от манасите върху неговите земи, за да приютяват бедни и бежанци от други райони. По-късно този акт е препотвърден от катепана Василий Войоан. През май 999 г. Тарханиот предоставя привилегии на архиепископа на Бари в замяна на помощ за ремонта на градските стени. През ноември 999 г. катепанът дарява един манастир в Таранто на спатарокандидата Христофор Вохомах в знак на признателност за вярната му служба на императора и особено за заслугите му в борбата със сарацините. Христофор и синът му, монахът Теофил, получавали манастира с всичките му имоти и привилегии, включително три кораба и няколко риболовища, от чиито доходи трябвало да се ползват пожизнено. Освен това катепанът се ангажирал да ходатайства пред императора подаръците му да бъдат потвърдени с императорски хрисовул. През декември 999 г. Григорий Тарханиот потвърждава привилегиите и имотните права на братството на манастира в Монте Казино върху имоти в северната част на катепаната – в Лезина, Асколи, Каноза, Минервино и Трани. След превземането на Пиетрапертоза и прогонването на Лука, Тарханиот върнал заграбеното от бунтовниците на законните собственици. През зимата на 1001/1002 г. жителите на Трикарико отправят молба до Тарханиот да възстанови старите граници между града им и съседния Ачеренца. За целта Тарханиот провежда разследване, поверено на специална група, съставена от негови подчинени и петима жители на съседното село Толве. Въз основа на техните заключения Тарханиот определил границата между двете общини.
Усилия са положени и за възстановяване на отбранителната система на областта – през 1004 г. Тарханиот разширява и укрепва крепостта Торемаджоре по течението на река Форторе, като изградил три кръгли и една четвъртита кула. Подсилена е и отбраната на Лучера.